# Chiesa di San Leonardo in Treponzio
La chiesa di San Leonardo in Treponzio è un edificio sacro romanico dedicato a San Leonardo del Limosino e si trova nella località omonima a Capannori. È stata dichiarata monumento nazionale.

## Storia
La maggioranza degli storici d'arte conclude che la chiesa appartenga al periodo romanico-toscano che in Lucchesia ed a Pisa trova le sue massime espressioni nel secolo XII. "È l'archetipo delle altre chiese del XII secolo" afferma Ragghianti.. È probabile che sia stata edificata su una precedente chiesa più piccola come sembrano attestare alcuni ritrovamenti.
La prima menzione infatti risale al 30 novembre 1115. il documento tratta di una donazione di un uliveto alla chiesa ed all'annesso Ospedale "onde i frutti del medesimo servano per uso e vitto dei pellegrini che vanno e vengono". Nelle stesso fondo della Fregionaia appartenente all'Archivio di Stato di Lucca, esistono più documenti della stessa epoca attestanti altre donazioni. 
Fu rettore del complesso religioso dal 1179 al 1193 Benedetto, che diede un forte impulso all'Istituzione. Dopo la sua morte fu proclamato santo dai fedeli. Nel 1387 venne traslata la salma del santo nella cattedrale di San Martino di Lucca. 
Il 3 gennaio 1221 Vitale, procuratore dell'Ospedale di San Leonardo in Treponzio, intentò causa a papa Onorio contro l'ingerenza di Guglielmo, del fu Maluso, appartenente ad un potente casato consolare, che rivendicava il giuspatronato. Gli fu negato, tuttavia nel 1231 la medesima rivendicazione venne riproposta da Enrico Baldinotti a seguito di una sentenza pronunciata dal podestà lucchese Parenzo, che venne dichiarata nulla perché pronunciata da un tribunale laico.
Nel 1426 la chiesa e l'Ospedale vennero annessi al Monastero di Santa Maria della Fregionaia, in cui si depositò tutta la documentazione relativa, ora nell'Archivio di Stato di Lucca, fondo Fregionaia. Nel1679 gli abitanti di San Leonardo in Treponzio entrarono temporaneamente a far parte della parrocchia di Castel Durante, fino al 1804 quando la chiesa fu riaperta al culto.

## Descrizione
Condivide con la chiesa di Sant'Alessandro a Lucca il recupero di una spazialità di tipo basilicale, l'interesse per un paramento murario assai curato, che assume valori decorativi nell'alternanza della dimensione dei filari, e l'attenzione ad una definizione dello spazio ottenuta con l'uso di membrature architettoniche che si stagliano su paramenti lisci. 
Un cippo miliare è sito sul lato sud della chiesa, nell'area dell'antico cimitero. Vi sono scolpiti uno stemma non più riconoscibile, un anno ed una scritta: "Anno del Signore 1276 , comune di Carraia, verso Lucca pertiche 160". La descrizione è stata fatta da Giuseppe Matraia, pittore, insieme ad un secondo, del quale è sconosciuta l'ubicazione: "Anno del Signore 1276, comune del corpo della Pieve di Compito, con sei cappelle divise al suo interno, verso Lucca pertiche 1755", quindi spostato di 15 pertiche verso sud. 1 pertica equivaleva a quasi 3 metri.  
Alla fine del XII secolo la facciata fu completata da un portale ispirato ai tipici motivi diffusi dalla bottega di Guidetto. Il motivo-firma del maestro, un girale vegetale che include cespi di foglie rigonfie, animali immaginari e scene di caccia, è chiaramente riconoscibile sull'archivolto. 
Il campanile, assai staccato rispetto alla Chiesa, risale al 1849: ospita un concerto di 10 campane in Mib3. Originariamente vi erano 4 campane di cui la grossa fusa da Luigi Magni di Lucca e le tre piccole da Lorenzo Lera di Borgo Giannotti nel dopoguerra. Negli anni ‘90 del secolo scorso vennero aggiunte sei nuove campane dalla fonderia Capanni di Castelnovo ne’ Monti (RE), per comporre l’attuale carillon di dieci note.